# TWICE (韓国の音楽グループ)
TWICE（トゥワイス、朝: 트와이스）は、韓国の9人組ガールズグループ。JYPエンターテインメント所属。Mnetのサバイバルオーディション番組『SIXTEEN』で選抜された韓国人5人、日本人3人、台湾人1人で構成される。

## 概要
JYPエンターテインメントより、miss A以来5年ぶりのガールズグループとして、2015年10月20日にミニアルバム『THE STORY BEGINS』より「Like OOH-AHH」でデビュー。
グループ名「TWICE」は、英語で「2回」や「2度」を表しており、「いい音楽で1度、素晴らしいパフォーマンスで2度魅了させる」という意味が込められている。また、公式ファンクラブ名「ONCE」（ワンス、朝: 원스）は、「1度貰った愛を2倍にして返す」という想いに由来している。
キャッチフレーズである「ONE IN A MILLION」には、「100万に1つのグループ」という意味が込められている。グループカラーは、アプリコットとネオンマゼンタ。
2016年にリリースされた「CHEER UP」が大ヒットし、「ゴールデンディスク賞」大賞や「Mnet Asian Music Awards」今年の歌賞など、多くの音楽賞を受賞。その後、2017年と2018年にもそれぞれ「SIGNAL」と「What is Love?」で今年の歌賞を獲得し、3年連続受賞の快挙を果たした。
2019年には、世界16都市25公演のワールドツアー「TWICE WORLD TOUR 2019 'TWICELIGHTS'」を成功させた。さらに、同年リリースの8thミニアルバム『Feel Special』が、初週約154,000枚を売り上げ、ガールズグループ史上歴代最高の販売枚数を記録した。
日本では、ワーナーミュージック・ジャパンより、2017年6月28日にベストアルバム『#TWICE』でデビュー。以降、日本でリリースした10作品連続で日本レコード協会によるプラチナ認定を受けている。2018年には、日本3rdシングル「Wake Me Up」が、第60回日本レコード大賞にて優秀作品賞を受賞した。
TWICE本体と日本人メンバーMISAMOの日本での成功は日本からのK-POP志望者の増加、さらには日本人メンバーのみの9人で構成されるガールズグループNiziUやTWICEと同じ日台韓出身の9人で構成される多国籍ボーイズグループ&TEAMをはじめとする韓国事務所からの日本を拠点とするグループの誕生などの影響を及ぼしている。
2025年6月現在、YouTubeにおいて、17のタイトル曲のミュージックビデオの再生回数が1億回を超えており、英語シングル「The Feels」「MOONLIGHT SUNRISE」、日本語曲の「TT -Japanese ver.-」「One More Time」「Candy Pop」「Breakthrough」を合わせると計24曲が再生回数1億回を超えている。これは、全世界のガールズグループの中で、再生回数1億回を突破したミュージックビデオ本数の最高記録である。
また、「Like OOH-AHH」「CHEER UP」「TT」「KNOCK KNOCK」「SIGNAL」「LIKEY」「Heart Shaker」「What is Love?」「Dance The Night Away」「YES or YES」「FANCY」「Feel Special」「MORE & MORE」「I CAN'T STOP ME」「The Feels」「Alchool-Free」の16曲が3億回再生を記録しており、これも全世界のガールズグループの中で最多記録である。

## 来歴

### 韓国

#### 2015年

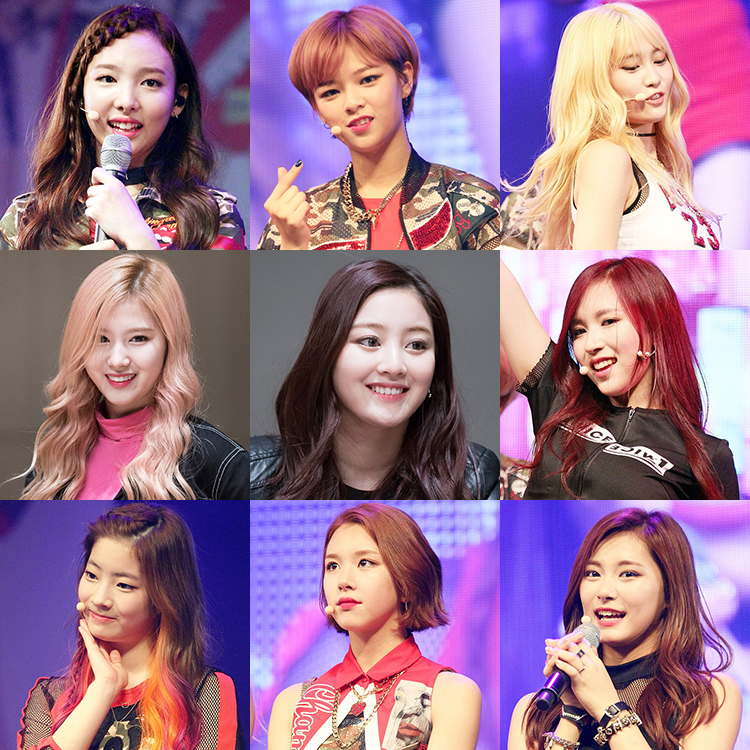
デビューショーケース（2015年10月20日）

- 5月5日、韓国の音楽専門チャンネル・Mnetにて、JYPエンターテインメントの新ガールズグループ「TWICE」のメンバーを選抜するサバイバルオーディション番組『SIXTEEN』の放送が開始[24]。Mnetを運営するCJ ENMと制作会社KOEN MEDIAが、JYPエンターテインメントと共同で企画を担当した本番組は、JYPE所属の女性練習生16名が参加し、JYPE代表で音楽プロデューサーのパク・ジニョンが審査員を担当した。約2ヵ月に渡るオーディションの末、7月7日放送の最終回において、ナヨン・ジョンヨン・サナ・ジヒョ・ミナ・ダヒョン・チェヨンが最終選考合格、モモ・ツウィが追加合格を果たし、9人のデビューメンバーが決定した[5]。
- 10月20日、1stミニアルバム『THE STORY BEGINS』をリリースし、デビュー[25]。また同日、ソウル市内でタイトル曲「Like OOH-AHH」のデビューショーケース「OOH-AHH、TWICE」を開催[26]。
- 12月2日、デビューから僅か44日で、「2015 Mnet Asian Music Awards」において、女性新人賞を受賞[27]。

#### 2016年

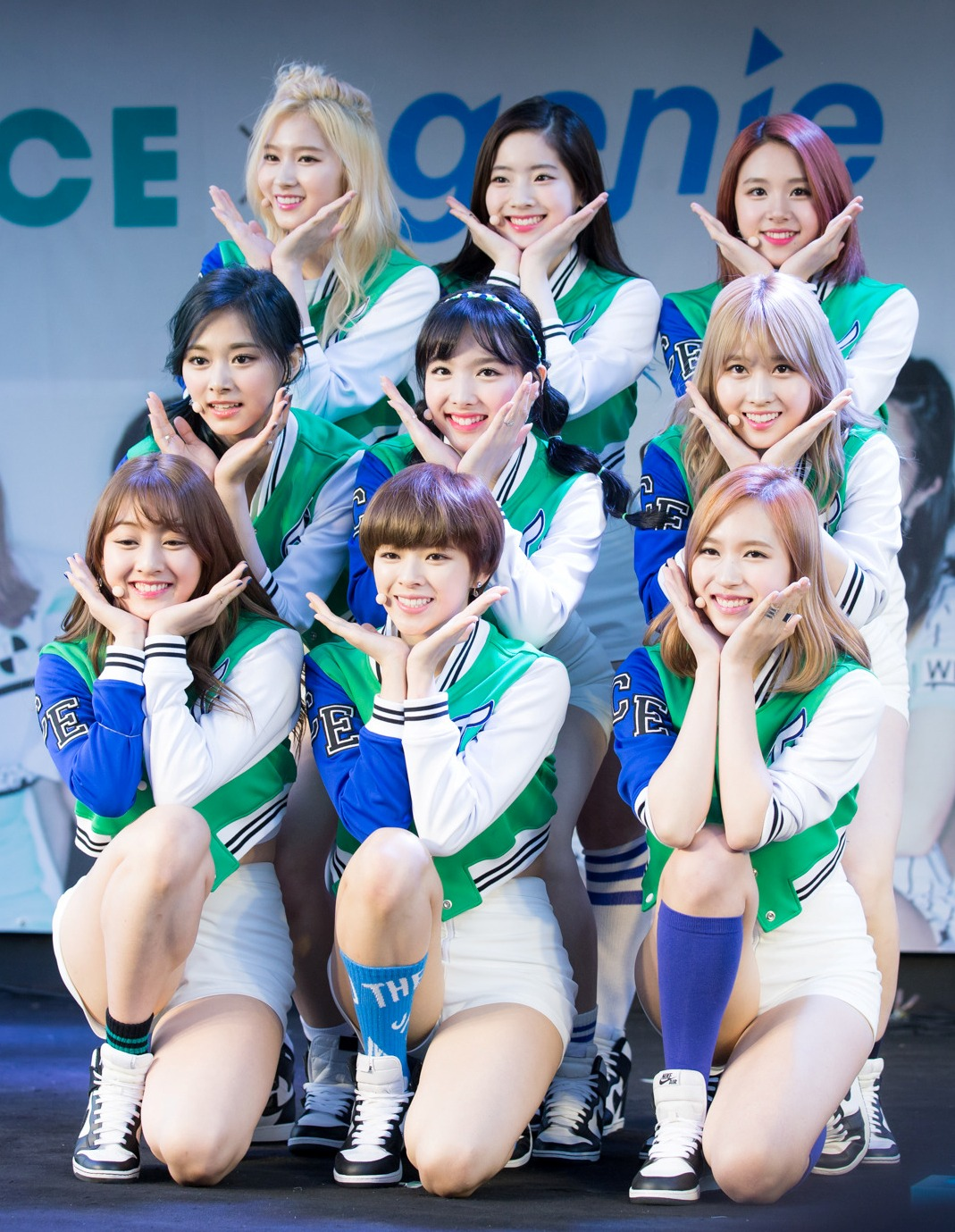
ゲリラコンサート（2016年5月7日）

- 1月21日、前年の新人女性歌手のアルバム売上枚数で1位を記録し、「第30回ゴールデンディスク賞」のアルバム部門で新人賞を受賞[28]。
- 4月25日、2ndミニアルバム『PAGE TWO』をリリース。タイトル曲「CHEER UP」は、5月5日放送の『M COUNTDOWN』にて、初の音楽番組1位を獲得[29]。その後、『ミュージックバンク』『SBS人気歌謡』でも1位を獲得し、音楽番組11冠を達成[30]。ガオンチャート年間ランキングのデジタル総合チャートとストリーミングチャートでも1位を記録し、同年最大のヒット曲となった[31]。
- 10月24日、3rdミニアルバム『TWICEcoaster : LANE 1』をリリース。タイトル曲「TT」が、前作「CHEER UP」を越える音楽番組13冠を達成[32]。本アルバムは、日本デビュー前にもかかわらず、日本のオリコン週間アルバムランキングで10位にランクインした[33]。翌年2月20日には、本アルバムのリパッケージアルバムとして、1stスペシャルアルバム『TWICEcoaster : LANE 2』をリリース。タイトル曲は「KNOCK KNOCK」。
- 11月19日、「2016 Melon Music Awards」において、「CHEER UP」が、大賞の1つである「ベストソング賞」を受賞[34]。12月3日には、「2016 Mnet Asian Music Awards」において、本楽曲が大賞の1つである「今年の歌賞」を受賞[13]。

#### 2017年

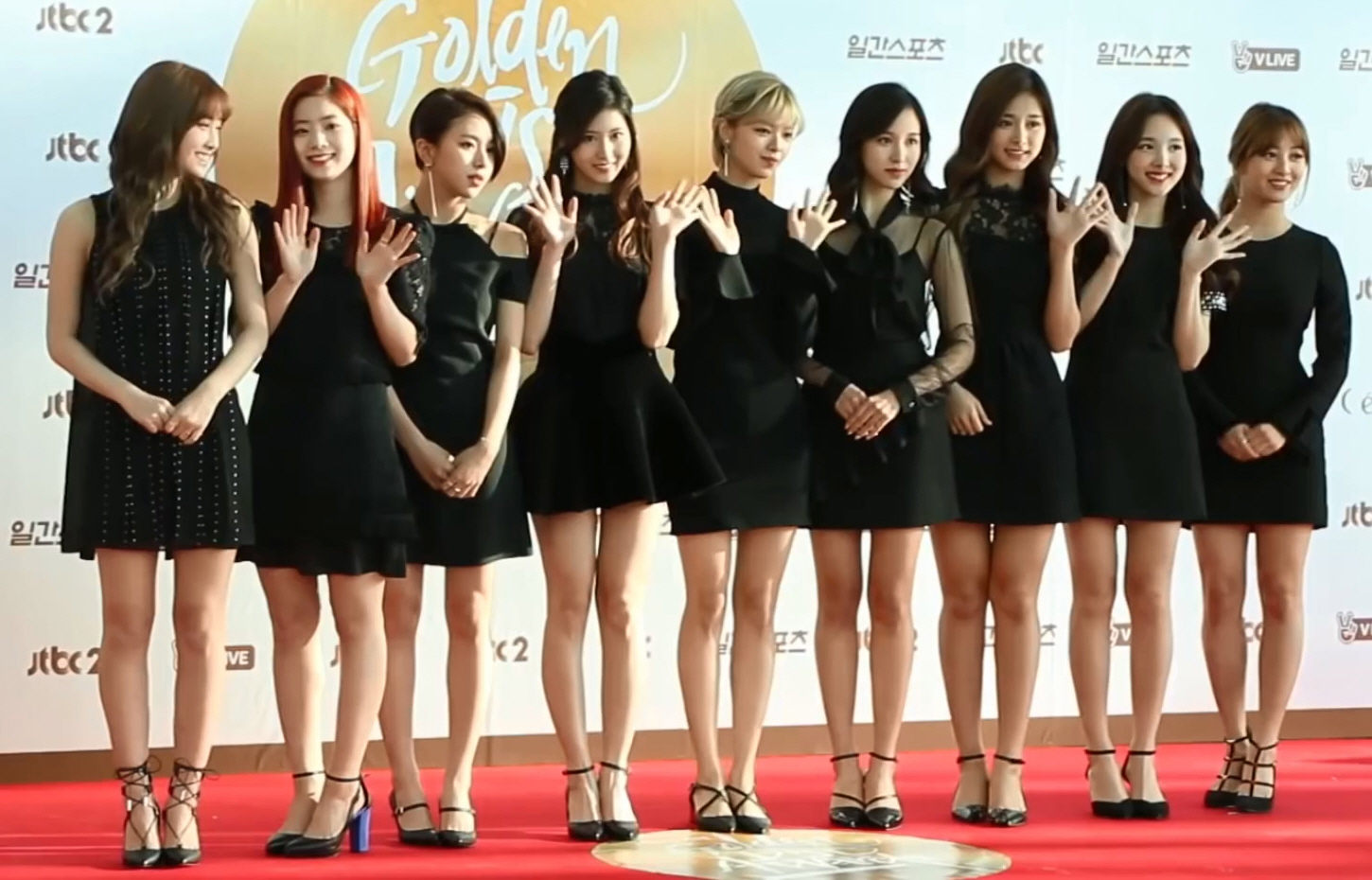
第31回ゴールデンディスク賞（2017年1月13日）

- 1月13日、「第31回ゴールデンディスク賞」のデジタル音源部門で大賞を受賞[14]。
- 2月17日、アジア3都市でグループ初の単独ツアー「TWICE 1ST TOUR TWICELAND -The Opening-」をスタート[35]。
- 5月15日、4thミニアルバム『SIGNAL』をリリース。タイトル曲「SIGNAL」は、「2017 Mnet Asian Music Awards」において、今年の歌賞を受賞[36]。2年連続の受賞となった。
- 10月30日、1stアルバム『twicetagram』をリリース[37]。タイトル曲は「LIKEY」。12月11日には、本アルバムのリパッケージアルバム『Merry & Happy』をリリース[38]。タイトル曲は「Heart Shaker」。

#### 2018年

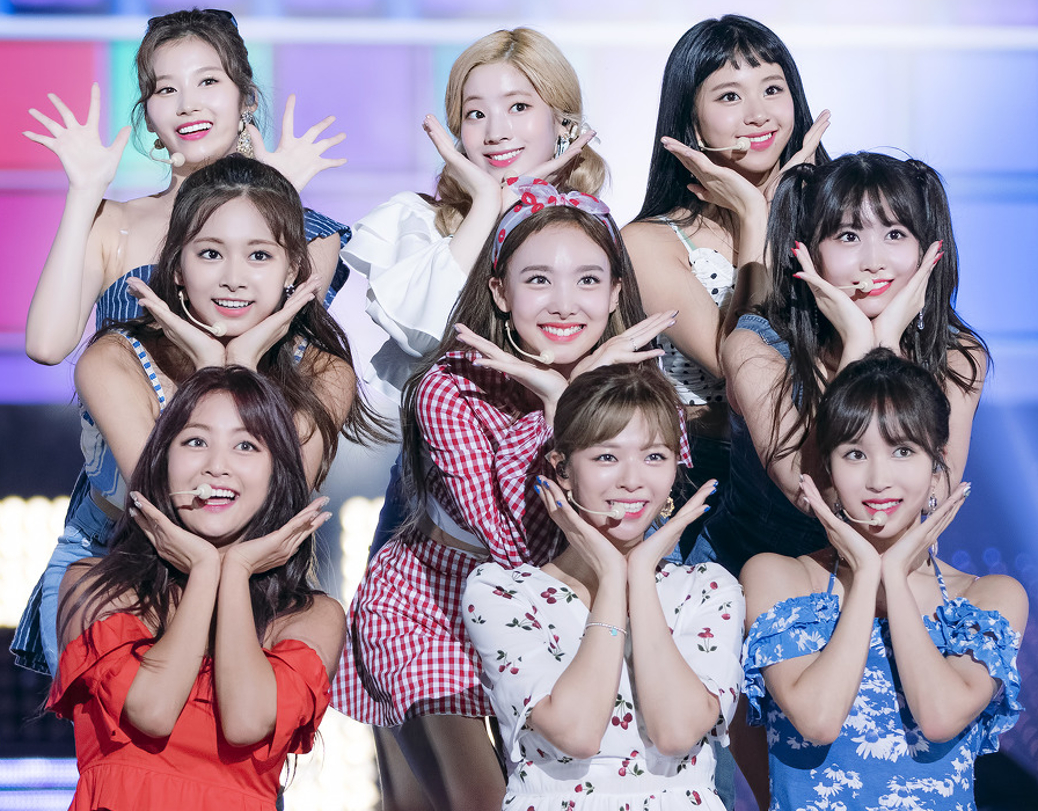
KBSオープンコンサート（2018年7月17日）

- 4月9日、5thミニアルバム『What is Love?』をリリース[39]。タイトル曲「What is Love?」は、「2018 Mnet Asian Music Awards」において、今年の歌賞を受賞[16]。3年連続の受賞となった。7月9日には、本アルバムのリパッケージアルバムとして、2ndスペシャルアルバム『Summer Nights』をリリース[40]。タイトル曲は「Dance The Night Away」。
- 5月18日、アジア6都市で単独ツアー「TWICE 2ND TOUR 'TWICELAND ZONE 2 : Fantasy Park'」をスタート。
- 11月5日、6thミニアルバム『YES or YES』をリリース[41]。タイトル曲は「YES or YES」。12月12日には、リパッケージアルバムとして、3rdスペシャルアルバム『The year of "Yes"』をリリース。タイトル曲は「The Best Thing I Ever Did」。

#### 2019年

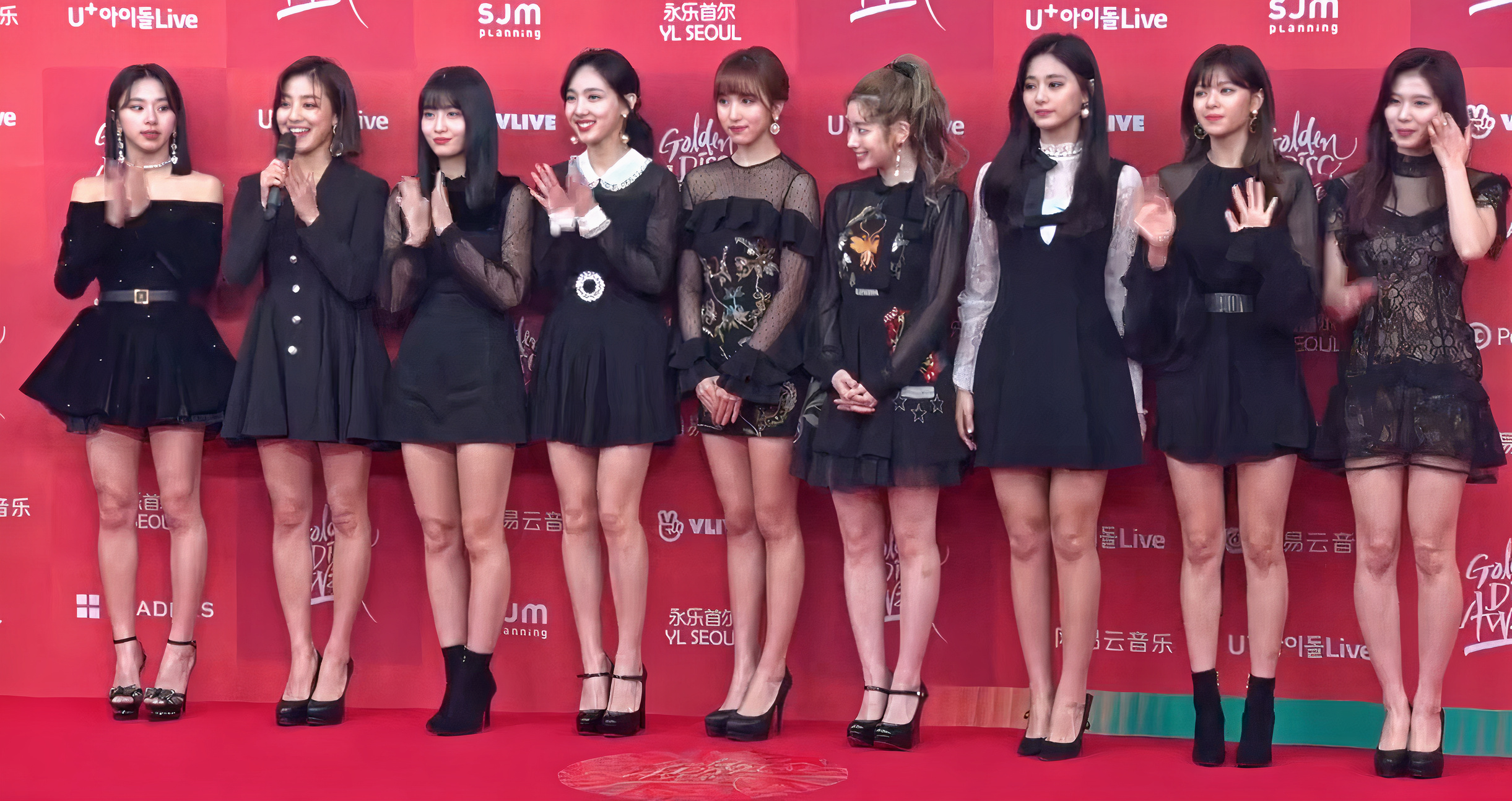
第33回ゴールデンディスク賞（2019年1月5日）

- 4月22日、7thミニアルバム『FANCY YOU』をリリース[42]。タイトル曲は「FANCY」。本アルバムの売上により、韓国のガールズグループで最多となる合計売上375万枚を記録[43]。
- 5月25日、世界16都市で初のワールドツアー「TWICE WORLD TOUR 2019 'TWICELIGHTS'」をスタート。
- 9月23日、8thミニアルバム『Feel Special』をリリース。タイトル曲「Feel Special」は、26日にビルボードワールドデジタルソングセールスで「LIKEY」以来2度目となる1位を獲得、さらに、グループ初となる「Canadian Hot 100」のランクインを果たし、82位を記録した[44]。10月1日には、本アルバムが、発売初週に15万4000枚以上の売上を記録、これにより、合計売上が750万枚に達した[19]。
- 11月26日、ベトナム・ハノイで開催された「2019 Asia Artist Awards」において、大賞を受賞[45]。

#### 2020年
- 6月1日、9thミニアルバム『MORE & MORE』をリリース[46]。6月12日、『ミュージックバンク』にて、タイトル曲「MORE & MORE」で1位を獲得し、ガールズグループ史上初の通算100回目となる音楽番組首位獲得を達成[47]。8月21日には、本楽曲の英語バージョン「MORE & MORE (English Ver.)」を1st配信シングルとしてリリース[48]。
- 8月9日、オンラインコンサート「Beyond LIVE - TWICE : World in A Day」を開催[49]。
- 10月26日、2ndアルバム『Eyes wide open』をリリース[50]。11月30日には、タイトル曲「I CAN'T STOP ME」の英語バージョン「I CAN'T STOP ME (English Ver.)」を2nd配信シングルとしてリリース[51]。
- 11月28日、「2020 Asia Artist Awards」において、今年の歌手賞を受賞[52]。12月18日には、3rdデジタルシングル「CRY FOR ME」をリリース[53]。

#### 2021年
- 6月11日、10thミニアルバム『Taste of Love』をリリース[54]。タイトル曲「Alcohol-Free」は、9日に音源とミュージックビデオが先行公開された[55][56]。本アルバムは、ビルボードのメインチャート「Billboard 200」（6月26日付）で6位を獲得し、歴代K-POPガールズグループがリリースしたミニアルバム史上最高の成績を打ち立てた[57]。
- 10月1日、1st英語シングル「The Feels」をリリース[58]。グループ初となる英語曲であり、ミュージックビデオは、公開からわずか1ヶ月で1億回再生を記録した[59]。
- 11月12日、3rdアルバム『Formula of Love: O+T=<3』をリリース[60]。タイトル曲「SCIENTIST」は、「Billboard 200」で3位を獲得、8週連続でランクインした[57]。
- 12月25日・26日、オリンピック公園体操競技場での公演を皮切りに、世界7都市にて4度目のワールドツアー「TWICE 4TH WORLD TOUR 'III'」をスタート[61]。なお、ソウル公演は、当初3日間の予定であったが、新型コロナウイルスの感染拡大を受けた韓国政府の防疫措置の強化により、24日は中止され、25日・26日は予定通り開催された。

#### 2022年

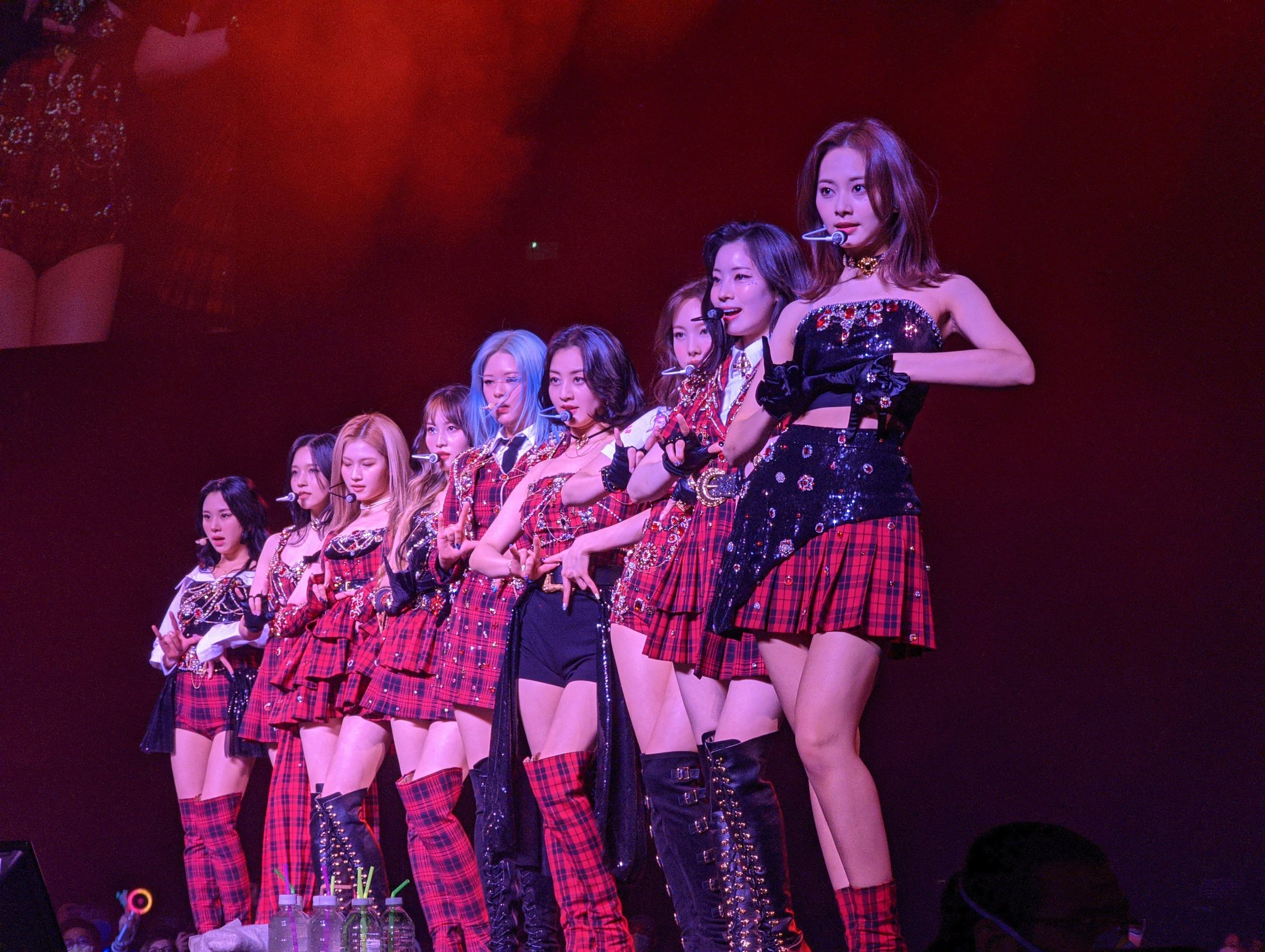
「TWICE 4TH WORLD TOUR 'III'」ロサンゼルス公演（2022年2月15日）

- 2月15日、「TWICE 4TH WORLD TOUR 'III'」のアメリカ公演をスタート。16日にロサンゼルス、18日にオークランド、22日にダラス、24日にアトランタ、26日にニューヨークの5都市5公演を開催する予定だったが、チケット販売開始と同時に全席完売を達成したため、15日のロサンゼルスと27日のニューヨークにて追加公演が行われ、全7公演で約10万人を動員した[57]。5月14日・15日には、ロサンゼルスにてアンコール公演を開催[62]。
- 5月17日、メンバー9人それぞれが、個人のInstagramアカウントを開設したことが発表された[63]。6月24日には、ナヨンがミニアルバム『IM NAYEON』をリリースし、メンバー初のソロデビュー[64]。タイトル曲は「POP!」。
- 7月12日、メンバー9人全員が、所属事務所・JYPエンターテインメントと再契約を締結したことを発表[65]。8月26日には、11thミニアルバム『BETWEEN 1&2』をリリース[66]。タイトル曲は「Talk that Talk」。

#### 2023年

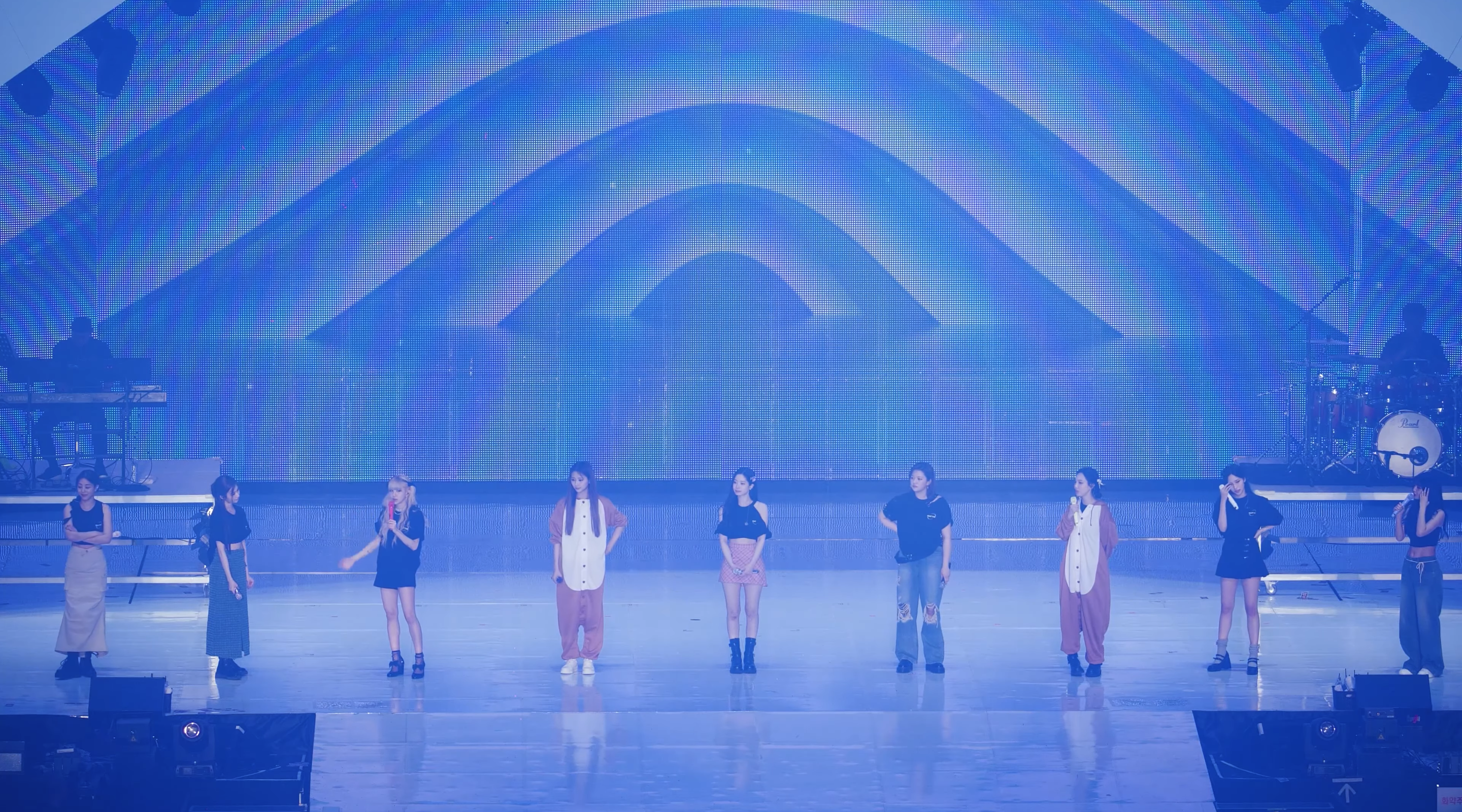
「TWICE 5TH WORLD TOUR 'READY TO BE'」ソウル公演（2023年4月15日）

- 1月20日、先行英語シングル「MOONLIGHT SUNRISE」をリリース[67]。3月10日には、12thミニアルバム『READY TO BE』をリリース[67]。タイトル曲は「SET ME FREE」。本アルバムは、予約枚数170万枚を達成し、自己最多記録を更新した[68]。
- 4月15日、オリンピック公園体操競技場での公演を皮切りに、5度目のワールドツアー「TWICE 5TH WORLD TOUR 'READY TO BE'」をスタート[69]。
- 8月18日、ジヒョがミニアルバム『ZONE』をリリースし、ソロデビュー。タイトル曲は「Killin' Me Good」。

#### 2024年

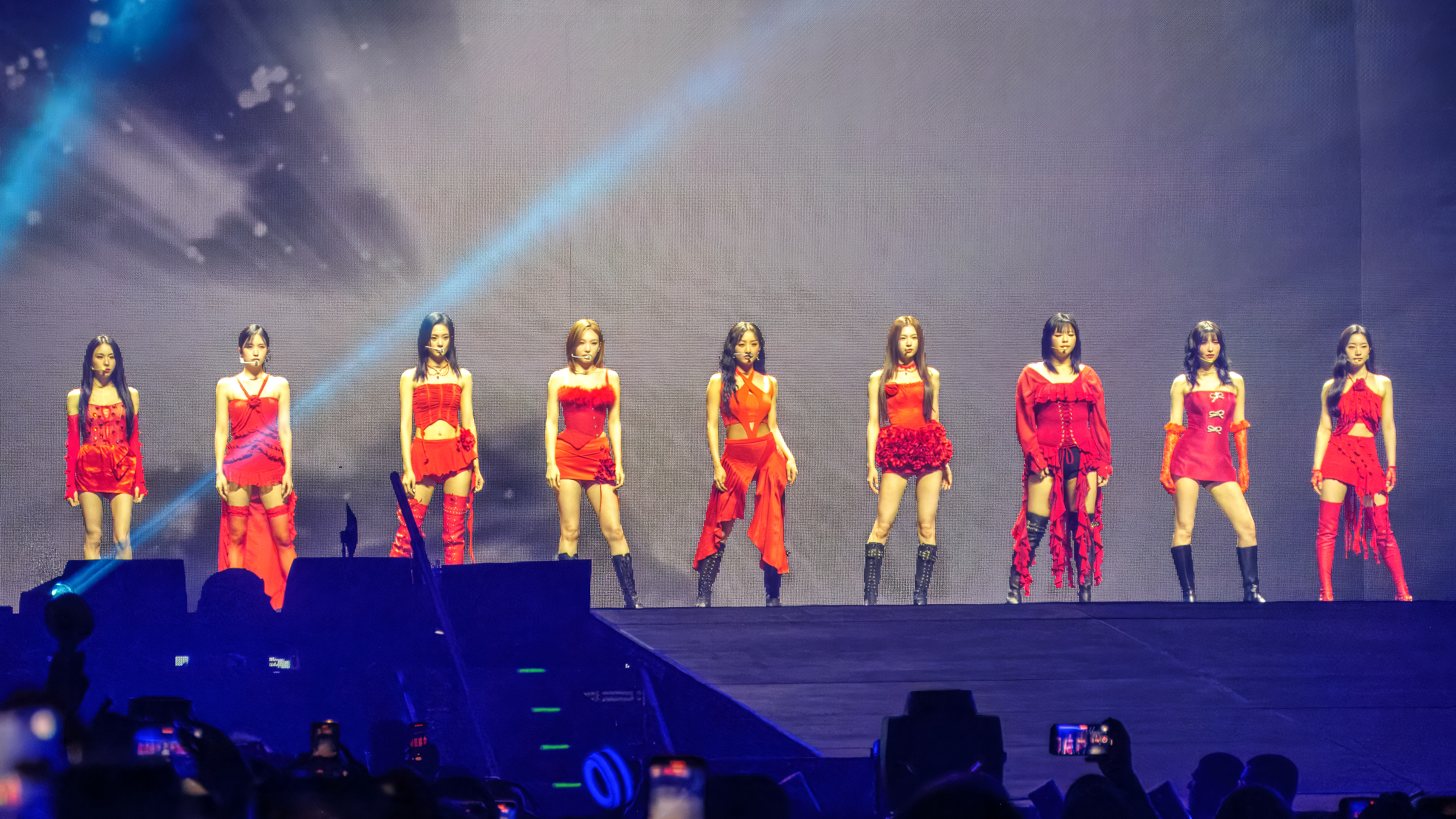
「TWICE 5TH WORLD TOUR 'READY TO BE'」ラスベガス公演（2024年3月16日）

- 2月2日、先行英語シングル「I GOT YOU」をリリース。3月6日には、13thミニアルバム「With YOU-th」をリリース。タイトル曲は「ONE SPARK」。本アルバムは、「Billboard 200」にて、グループ初となる1位を獲得[70][71][72]。
- 6月11日 ダヒョンが映画「あの頃、君を追いかけた」韓国版に出演決定。
- 6月14日、ナヨンが2ndミニアルバム『NA』をリリース。タイトル曲は『ABCD』
- 9月6日 ツウィがミニアルバム『abouTZU』をリリースし、ソロデビュー。 タイトル曲は『Run away』
- 11月5日 ダヒョンが映画に続いてドラマ「Love Me」に出演決定。韓国ドラマデビューとなった。
- ナヨンがモアナと伝説の海2 韓国版メインテーマ曲「beyond」を担当。11月21日フルバージョンが公開された
- 11月22日 K-popアーティストとして初めてAmazon Music liveに出演
- 12月6日、14thミニアルバム「Strategy」をリリース[73]。

#### 2025年
- 2月21日  ダヒョン出演映画「あの頃、君を追いかけた」が公開
- 7月11日 4thフルアルバム『THIS IS FOR』をリリース。
- 7月31日から8月3日にかけて行われるアメリカのシカゴグランドパークで行われる音楽フェスティバル、ロラパルーザに出演予定。またこのフェスティバルでヘッドライナーをK-POPガールズグループとして初めて務めることになる。
- 6月9日　TWICE 6th WORLD TOUR "THIS IS FOR"が開催することが発表された。

### 2016年
- 4月10日、幕張メッセで開催された「KCON 2016 Japan × M COUNTDOWN」に出演。
- 9月2日 - 4日、国立代々木競技場第一体育館で開催された「JYP NATION 2016 "MIX & MATCH" IN JAPAN」に出演。

#### 2017年
- 2月24日、日本限定の配信アルバム『WHAT'S TWICE?』をリリース。本年から日本での活動を本格化させる。
- 6月28日、日本1stベストアルバム『#TWICE』をリリースし、日本デビュー[20]。本アルバムはプラチナ認定を受けた[74]。8月5日・6日には、幕張メッセ・インテックス大阪にて「#TWICE」ハイタッチ会を開催。
- 7月2日、東京体育館にて日本初の単独公演「TWICE DEBUT SHOWCASE "Touchdown in JAPAN"」を開催。12月20日には、本公演を収録した映像作品をリリース[75] 。
- 10月18日、日本1stシングル「One More Time」をリリース[76]。30日付のオリコン週間シングルランキングで、日本デビュー首位を獲得[77]。プラチナ認定を受け、日本でリリースした初のアルバムとシングルがすべてプラチナ認定された韓国初のアーティストとなった[78]。21日・28日には、幕張メッセ・神戸国際展示場にて「One More Time」ハイタッチ会を開催[76]。
- 10月22日、青海P地区特設ステージ（江東区）にて「めざましテレビ PRESENTS T-SPOOK ～TOKYO HALLOWEEN PARTY～」に出演[79]。
- 11月29日、横浜アリーナにて開催された「2017 MAMA in Japan」に出演。12月22日には、『MUSIC STATION SUPERLIVE 2017』（テレビ朝日系）に出演[80]。
- 12月23日、「第50回 オリコン年間ランキング 2017」にて「アーティスト別トータルセールス」「シングル作品別売上枚数」「アルバム作品別売上枚数」の新人部門で1位を獲得し3冠を達成。海外女性アーティストが新人部門3冠を制覇するのは史上初[81]。
- 12月31日、第68回NHK紅白歌合戦に初出場[82]。「TT -Japanese ver.-」を披露。

#### 2018年
- 1月19日、全国6都市にて、初の日本ツアー「TWICE SHOWCASE LIVE TOUR 2018 "Candy Pop"」をスタート[83]。
- 2月7日、日本2ndシングル「Candy Pop」をリリース[84]。プラチナ認定を受けた[85]。3月31日には、幕張メッセにて「Candy Pop」ハイタッチ会を開催[86]。
- 2月27日、第32回日本ゴールドディスク大賞において、New Artist of the Year（アジア）やAlbum of the Year（アジア）を含む、計5冠を受賞[87]。
- 4月15日、幕張メッセにて開催された「KCON 2018 Japan × M COUNTDOWN」に出演。
- 5月16日、日本3rdシングル「Wake Me Up」をリリース[88]。ダブルプラチナ認定を受け[89]、「第60回日本レコード大賞」にて優秀作品賞を受賞した[90]。6月9日・10日には、よみうりランドにて「Wake Me Up」ハイタッチ会を開催。
- 5月26日・27日にさいたまスーパーアリーナ、6月2日・3日に大阪城ホールにて、単独ツアー「TWICE 2ND TOUR 'TWICELAND ZONE 2 : Fantasy Park' IN JAPAN」を開催。
- 6月15日、映画『センセイ君主』の主題歌として、ジャクソン5の楽曲「I Want You Back」のカバーを日本1stデジタルシングルとしてリリース。
- 9月1日、さいたまスーパーアリーナにて「マイナビpresents 第27回 東京ガールズコレクション 2018 AUTUMN/WINTER」のメインアーティストとして出演[91]。
- 9月12日、日本1stアルバム『BDZ』をリリース[92]。リード曲は「BDZ」。10月20日には、幕張メッセにて「BDZ」ハイタッチ会を開催。12月26日には、本アルバムのリパッケージアルバム『BDZ -Repackage-』をリリース。リード曲は「STAY BY MY SIDE」。
- 9月24日時点で、日本で約344万枚を売り上げ、日本で最も売り上げているK-POPガールズグループとなった[注 1][93]。
- 9月29日、全国4都市にて、初の日本アリーナツアー「TWICE 1st ARENA TOUR 2018 "BDZ"」をスタート[94]。
- 12月11日、幕張メッセにて開催された「YouTube FanFest Music」に出演。翌日12月12日には、さいたまスーパーアリーナにて開催された「2018 MAMA FAN'S CHOICE in JAPAN」に出演。
- 12月21日、『MUSIC STATION SUPERLIVE 2018』（テレビ朝日系）に出演[95]。2年連続の出演となった。
- 12月31日、第69回NHK紅白歌合戦に出場し、紅白特別メドレーを披露[96]。2年連続の出場となった。また同日、『CDTVスペシャル! 年越しプレミアライブ2018→2019』（TBS系）に出演[97]｡

#### 2019年
- 3月6日、日本2ndベストアルバム『#TWICE2』をリリース[98]。3月24日には、インテックス大阪にて「#TWICE2」ハイタッチ会を開催。
- 3月31日、リーダー・ジヒョが『情熱大陸』（TBS系列）に出演[99]。
- 3月20日、全国3都市にて、初のドームツアー「TWICE DOME TOUR 2019 "#Dreamday"」をスタート[100]。翌年3月4日には、東京ドームでの公演を収録した映像作品『TWICE DOME TOUR 2019 "#Dreamday" in TOKYO DOME』をリリース[101]。
- 7月17日、日本4thシングル「HAPPY HAPPY」をリリース。29日・31日には、幕張メッセ・インテックス大阪にて「HAPPY HAPPY」ハイタッチ会を開催。
- 7月24日、日本5thシングル「Breakthrough」をリリース。翌月25日・27日には、幕張メッセ・インテックス大阪にて「Breakthrough」ハイタッチ会を開催。
- 9月7日、『シブヤノオト』（NHK総合）に出演[102]。
- 10月23日、全国7都市15公演で「TWICE WORLD TOUR 2019 'TWICELIGHTS' IN JAPAN」をスタート。
- 11月20日、日本2ndアルバム『&TWICE』をリリース[103]。リード曲は「Fake & True」。12月7日には、東京ビッグサイトにて「&TWICE」ハイタッチ会を開催。翌年2月5日には、日本2ndアルバム『&TWICE』のリパッケージアルバム『&TWICE -Repackage-』をリリース[104]。リード曲は「SWING」。
- 12月4日、ナゴヤドームにて開催された「2019 Mnet Asian Music Awards」に出演[105]。
- 12月31日、第70回NHK紅白歌合戦に3回目の出場。「TT -Japanese ver.-」と「FANCY -Japanese ver.-」をメドレーで披露した。

#### 2020年
- 3月3日・4日に開催予定であった「TWICE WORLD TOUR 2019 'TWICELIGHTS' IN JAPAN」の東京ドーム公演が、新型コロナウイルスの感染拡大防止のため開催が翌月15日・16日に延期された。その後再び延期され、11月11日・12日に振替公演、および京セラドームにて追加公演が予定されていたが、いずれも中止となった[106]。
- 7月8日、日本6thシングル「Fanfare」をリリース[107]。同日付のオリコンデイリーチャート1位を獲得[108]。
- 9月16日、日本3rdベストアルバム『#TWICE3』をリリース[109]。17日付のオリコンチャート1位を獲得[110]。
- 11月18日、日本7thシングル「BETTER」をリリース[111]。

#### 2021年
- 3月6日、日本オンラインコンサート「NTTdocomo新体感ライブCONNECT Special Live『TWICE in Wonderland』」を開催[112]。
- 5月12日、日本8thシングル「Kura Kura」をリリース[113]。
- 7月28日、日本3rdアルバム『Perfect World』をリリース[114]。リード曲は「Perfect World」。
- 12月15日、日本9thシングル「Doughnut」をリリース[115]。
- 12月24日、『MUSIC STATION ウルトラSUPERLIVE 2021』（テレビ朝日系）に出演[116]｡

#### 2022年
- 3月16日、日本4thベストアルバム『#TWICE4』をリリース[117]。28日付のオリコンチャート1位を獲得[118]。
- 4月23日 - 25日、東京ドームにて「TWICE 4TH WORLD TOUR 'III' IN JAPAN」を開催[119]。翌年2月21日には、本公演を収録した映像作品をリリース[120] 。
- 5月25日、日本デビュー5周年記念映像作品『TWICE JAPAN DEBUT 5th Anniversary "T・W・I・C・E"』をリリース[121]。
- 7月27日、日本4thアルバム『Celebrate』をリリース[122]。リード曲は「Celebrate」。
- 10月1日、全国2都市にて、初の日本ファンミーティング「TWICE JAPAN FAN MEETING 2022 "ONCE DAY"」をスタート[123]。
- 12月31日、第73回NHK紅白歌合戦に3年ぶり4回目の出場。「Celebrate」を披露[124]。

#### 2023年
- 1月20日に放送を開始したテレビドラマ『リエゾン -こどものこころ診療所-』（テレビ朝日系）の挿入歌「Bouquet」をミナ・サナ・モモが担当[125]、1月25日にデジタルリリースされた。
- 5月13日・14日に大阪・ヤンマースタジアム長居、20日・21日に東京・味の素スタジアムにて、ワールドツアーの日本公演「TWICE 5TH WORLD TOUR 'READY TO BE' in JAPAN」を開催[126]。12月16日・17日に愛知・バンテリンドーム ナゴヤ、12月27日・28日に福岡・PayPayドームにて追加公演を開催[127]。
- 5月31日、日本10thシングル「Hare Hare」をリリース。
- 7月26日、ミナ・サナ・モモが、ユニット「MISAMO」として、1stミニアルバム『Masterpiece』をリリースし、デビュー[128]。
- 12月31日、第74回NHK紅白歌合戦にミナ・サナ・モモが、MISAMOとして初出場。「Do not touch」を披露した。

#### 2024年
- 7月13日より、ワールドツアーの追加公演「TWICE 5TH WORLD TOUR 'READY TO BE' in JAPAN SPECIAL」をスタート。大阪・ヤンマースタジアム長居、東京・味の素スタジアム、神奈川・日産スタジアムの3ヶ所で開催された[129][130]。
- 7月17日、日本5thアルバム『DIVE』がリリース[131]。
- 11月21日 『NHK MUSIC SPECIAL TWICE ～9人でかなえ続ける夢～』が放送された。
- 12月31日　TWICEが第75回NHK紅白歌合戦に5回目の出演。「TT～Feel Special」スーパーメドレーを披露。

#### 2025年
- 3月19日　日産スタジアムでの公演を収録した映像作品『TWICE 5TH WORLD TOUR 'READY TO BE' in JAPAN SPECIAL』がリリース。[132]
- 5月14日　日本5thベストアルバム『#TWICE5』がリリース[133]。
- 6月9日　TWICE 6th WORLD TOUR "THIS IS FOR"が開催することが発表され東京ドーム、paypayドーム福岡、バンテリンドームナゴヤ、京セラドーム大阪で公演を行うことが発表され、更に新たな追加公演があることが予告されている。
- 8月27日　日本6thアルバム『ENEMY』リリース予定。

## メンバー
| 画像 | 名前                      | 本名               | 本名            | 本名      | 本名            | 生年月日               | 血液型   | 出身地                        | 本貫                    | ポジション                               | メンバーカラー   | ラブリー   | ラブリー     | 入所日         | ソロ・ユニット |
| 画像 | 名前                      | 仮名               | ハングル        | 漢字      | ローマ字        | 生年月日               | 血液型   | 出身地                        | 本貫                    | ポジション                               | メンバーカラー   | ローマ字   | 仮名         | 入所日         | ソロ・ユニット |
| ---- | ------------------------- | ------------------ | --------------- | --------- | --------------- | ---------------------- | -------- | ----------------------------- | ----------------------- | ---------------------------------------- | ---------------- | ---------- | ------------ | -------------- | -------------- |
|      | ナヨン NAYEON 나연        | イム・ナヨン       | 임나연          | 林娜璉    | Lim Nayeon      | 1995年9月22日（29歳）  | A型      | 韓国 ソウル特別市江東区明逸洞 | 平澤林氏                | リードボーカル リードダンサー            | スカイブルー     | NAVELY     | ナブリー     | 2010年9月15日  | ソロ           |
|      | ジョンヨン JEONGYEON 정연 | ユ・ジョンヨン     | 유정연          | 兪定延    | Yoo Jeongyeon   | 1996年11月1日（28歳）  | O型      | 韓国 京畿道水原市長安区亭子洞 | 杞溪兪氏                | リードボーカル                           | オリーブグリーン | JEONGVELY  | ジョンブリー | 2010年3月1日   | -              |
|      | モモ MOMO 모모            | ひらい もも        | 히라이 모모     | 平井 もも | Hirai Momo      | 1996年11月9日（28歳）  | A型      | 日本 京都府京田辺市           | -                       | メインダンサー サブボーカル サブラッパー | ピンク           | MOVELY     | モブリー     | 2012年4月13日  | MISAMO         |
|      | サナ SANA 사나            | みなとざき さな    | 미나토자키 사나 | 湊﨑 紗夏 | Minatozaki Sana | 1996年12月29日（28歳） | B型      | 日本 大阪府大阪市天王寺区     | -                       | サブボーカル                             | パープル         | SAVELY     | サブリー     | 2012年4月13日  | MISAMO         |
|      | ジヒョ JIHYO 지효         | パク・ジヒョ       | 박지효          | 朴志效    | Park Jihyo      | 1997年2月1日（28歳）   | O型      | 韓国 京畿道九里市水沢洞       | 不明                    | リーダー メインボーカル                  | イエロー         | JIVELY     | ジブリー     | 2005年7月15日  | ソロ           |
|      | ミナ MINA 미나            | みょうい みな      | 묘이 미나       | 名井 南   | Myoi Mina       | 1997年3月24日（28歳）  | A型      | 日本 兵庫県西宮市             | -                       | メインダンサー サブボーカル              | ミントグリーン   | MIVELY     | ミブリー     | 2014年1月2日   | MISAMO         |
|      | ダヒョン DAHYUN 다현      | キム・ダヒョン     | 김다현          | 金多賢    | Kim Dahyun      | 1998年5月28日（27歳）  | O型      | 韓国 京畿道城南市中院区銀杏洞 | 慶州金氏                | リードラッパー サブボーカル              | ホワイト         | DAVELY     | ダブリー     | 2012年7月7日   | -              |
|      | チェヨン CHAEYOUNG 채영   | ソン・チェヨン     | 손채영          | 孫彩瑛    | Son Chaeyoung   | 1999年4月23日（26歳）  | (Rh-)B型 | 韓国 ソウル特別市江東区遁村洞 | 密陽孫氏 牧使公派43世孫 | メインラッパー サブボーカル              | レッド           | CHAENGVELY | チェンブリー | 2012年6月6日   | ソロ           |
|      | ツウィ TZUYU 쯔위         | チョウ・ツーユィー | 저우쯔위        | 周子瑜    | Chou Tzuyu      | 1999年6月14日（26歳）  | A型      | 台湾 台南市東区               | -                       | リードダンサー サブボーカル              | ブルー           | TZUVELY    | ツブリー     | 2012年11月15日 | ソロ           |

## タイアップ
| 起用年 | タイトル         | タイアップ                                         |
| ------ | ---------------- | -------------------------------------------------- |
| 2018年 | BRAND NEW GIRL   | Clova Friends「双子ダンス篇」CMソング              |
| 2018年 | I WANT YOU BACK  | 映画『センセイ君主』主題歌                         |
| 2018年 | STAY BY MY SIDE  | テレビ朝日系ドラマ『深夜のダメ恋図鑑』主題歌       |
| 2019年 | HAPPY HAPPY      | 日本コカ・コーラ「Qoo」CMソング                    |
| 2019年 | Breakthrough     | 花王「AUBE」CMソング                               |
| 2022年 | Just be yourself | LUX「LUX×TWICE」CMソング                           |
| 2023年 | Dance Again      | ファミリーマート「クリスマスアンバサダー」CMソング |

## 出演

### 映画
- 『TWICELAND』（2018年12月9日公開、ScreenX単独上映[138]）

### 単独番組
2015年
- TWICE TV（7月10日 - 8月14日、Naver TV・V LIVE）
- TWICE TV2（10月23日 - 12月25日、Naver TV・V LIVE）

2016年
- TWICEの優雅な私生活（3月1日 - 4月19日、Mnet）
- TWICE TV3（4月29日 - 6月17日、Naver TV・V LIVE）
- TWICE TV BEGINS（6月29日 - 8月20日、V LIVE）
- TWICE TV 給食団の大冒険（8月28日 - 9月14日、V LIVE）
- TWICE TV "MELODY PROJECT"（9月15日 - 12月3日、Naver TV・V LIVE）
- TWICE TV4（10月31日 - 12月26日、Naver TV・V LIVE）

2017年
- TWICE LOST:TIME（1月17日 - 1月27日、Naver TV・JTBC）
- TWICE TV4 Roommate（2月12日 - 2月19日、Naver TV・V LIVE）
- TWICE TV SPECIAL（2月27日 - 5月8日、Naver TV・V LIVE）
- TWICE LINE LIVE（5月4日 - 6月29日、LINE LIVE）
- TWICE TV 5（5月22日 - 7月14日、Naver TV・MBC）
- TWICE TV 6（11月8日 - 12月16日、Naver TV・V LIVE）

2018年
- TWICE TV 2018（1月14日 - 12月19日、Naver TV・V LIVE・YouTube）
- TWICE TV "What is Love?"（4月18日 - 5月19日、Naver TV・V LIVE・YouTube）
- TWICE TV "Dance The Night Away"（7月9日 - 7月20日、Naver TV・V LIVE・YouTube）
- TWICE TV "YES or YES"（11月12日 - 2019年1月25日、Naver TV・V LIVE・YouTube）
- TWICE TV "The Best Thing I Ever Did"（12月21日 - 12月27日、Naver TV・V LIVE・YouTube）

2019年
- TWICE TV "MBC歌謡大祭典"（2月1日、Naver TV・V LIVE・YouTube）
- TWICE TV "SBS歌謡大祭典"（2月8日、Naver TV・V LIVE・YouTube）
- TWICE TV "KBS歌謡大祭典"（2月15日、Naver TV・V LIVE・YouTube）
- TWICE TV "33rd Golden Disc Awards"（2月22日 - 2月28日、Naver TV・V LIVE・YouTube）
- TWICE TV "28th Seoul Music Awards"（3月8日、Naver TV・V LIVE・YouTube）
- TWICE TV "ONCE & TWICE FAMILY"（3月15日、Naver TV・V LIVE・YouTube）
- TWICE TV "8th Gaonchart Music Awards"（3月22日、Naver TV・V LIVE・YouTube）
- TWICE TV "Pocari Sweat"（3月29日 - 4月5日、Naver TV・V LIVE・YouTube）
- TWICE TV "V re:memVer PARTY"（4月12日、Naver TV・V LIVE・YouTube）
- TWICE TV "TOKYO DOME"（4月23日、Naver TV・V LIVE・YouTube）
- TWICE TV "FANCY"（4月30日 - 7月5日、Naver TV・V LIVE・YouTube）
- TWICE TV "THE FACT MUSIC AWARDS"（6月7日、Naver TV・V LIVE・YouTube）
- TWICE TV 'TDOONG Entertainment'（7月5日 - 2020年1月31日、Naver TV・V LIVE・YouTube）
- TWICE in Hawaii（7月19日 - 7月21日、AbemaTV）
- TWICE TV "Allure"（8月2日、Naver TV・V LIVE・YouTube）
- TWICE TV "ESTEE LAUDER"（8月9日、Naver TV・V LIVE・YouTube）
- TWICE TV "AKARAKA"（8月16日、Naver TV・V LIVE・YouTube）
- TWICE TV "MGMA"（8月30日、Naver TV・V LIVE・YouTube）
- TWICE TV "2019 SORIBADA AWARDS"（9月13日、Naver TV・V LIVE・YouTube）
- TWICE TV "Feel Special" Jacket Shooting Behind（9月23日 - 9月26日、Naver TV・V LIVE・YouTube）
- TWICE TV "Feel Special"（9月29日 - 12月6日、Naver TV・V LIVE・YouTube）
- TWICE TV "TWICE CLASSIC"（12月20日、Naver TV・V LIVE・YouTube）

2020年
- TWICE TV "お豆腐の始球式"（1月3日、Naver TV・V LIVE・YouTube）
- TWICE TV "Peach Sisters' Cookie Making"（1月9日、Naver TV・V LIVE・YouTube）
- TWICE TV "2019 SBS歌謡大祭典"（1月17日、Naver TV・V LIVE・YouTube）
- TWICE TV "2019 KBS歌謡大祭典"（1月24日、Naver TV・V LIVE・YouTube）
- TWICE TV "2019 MBC歌謡大祭典"（2月7日、Naver TV・V LIVE・YouTube）
- TWICE TV "34th Golden Disc Awards"（2月14日 - 2月21日、Naver TV・V LIVE・YouTube）
- TWICE TV "ONCE HALLOWEEN 2"（2月17日、Naver TV・V LIVE・YouTube）
- TWICE TV "29th Seoul Music Awards"（2月28日、Naver TV・V LIVE・YouTube）
- TWICE TV "TWICE Fashion Club"（3月6日 - 3月20日、Naver TV・V LIVE・YouTube）
- TWICE REALITY "TIME TO TWICE"（4月3日 - 4月24日、Naver TV・V LIVE・YouTube）
- TWICE: Seize the Light（4月29日 - 6月24日、YouTube）
- TWICE TV "Finding TWICE's MBTI"（5月5日 - 7月6日、V LIVE・YouTube）
- TWICE REALITY "TIME TO TWICE" カラオケバトル（5月15日 - 6月12日、Naver TV・V LIVE・YouTube）
- TWICE MORE & MORE SPECIAL LIVE（6月1日、V LIVE・YouTube）
- TWICE TV "MORE & MORE"（6月9日 - 7月16日、Naver TV・V LIVE・YouTube）
- TWICE REALITY "TIME TO TWICE" THE GREAT ESCAPE（6月26日 - 7月17日、Naver TV・V LIVE・YouTube）
- TWICE REALITY "TIME TO TWICE" Healing Camping（8月7日 - 9月4日、Naver TV・V LIVE・YouTube）
- TWICE TV "2020 SOBA"（9月3日 - 9月10日、Naver TV・V LIVE・YouTube）
- TWICE TV "Home Gardening"（9月16日 - 9月23日、Naver TV・V LIVE・YouTube）
- TWICE REALITY "TIME TO TWICE" TDOONG High School（9月18日 - 10月23日、Naver TV・V LIVE・YouTube）
- TWICE 5th Anniversary Special Live 'WITH'（10月19日、V LIVE・YouTube）
- TWICE TV "I CAN'T STOP ME"（11月3日 - 12月10日、Naver TV・V LIVE・YouTube）
- TWICE REALITY "TIME TO TWICE" Crime Scene（11月20日 - 12月25日、Naver TV・V LIVE・YouTube）
- TWICE TV "2020 ASIA ARTIST AWARDS"（12月17日、Naver TV・V LIVE・YouTube）
- TWICE TV "2020 MAMA"（12月24日 - 12月31日、Naver TV・V LIVE・YouTube）

2021年
- TWICE REALITY "TIME TO TWICE" TWICE New Year（1月8日 - 2月5日、Naver TV・V LIVE・YouTube）
- TWICE REALITY "TIME TO TWICE" TWICE and the Chocolate Factory（2月26日 - 3月19日、Naver TV・V LIVE・YouTube）
- TWICE REALITY "TIME TO TWICE" TDOONG Entertainment Season 2（4月2日 - 4月30日、Naver TV・V LIVE・YouTube）
- TWICE TV "The Kelly Clarkson Show"（5月13日、Naver TV・V LIVE・YouTube）
- TWICE REALITY "TIME TO TWICE" YES or NO（5月14日 - 6月4日、Naver TV・V LIVE・YouTube）
- Comeback Premiere Live With TWICE : Tasting the 'Taste of Love'（6月9日、V LIVE・YouTube・Facebook・Twitter・Instagram・TikTok）
- TWICE TV "The Ellen DeGeneres Show"（6月18日、Naver TV・V LIVE・YouTube）
- TWICE TV "Alcohol-Free" M/V Behind the Scenes（6月22日 - 7月1日、Naver TV・V LIVE・YouTube）
- TWICE REALITY "TIME TO TWICE" TDOONG Forest（7月2日 - 8月6日、Naver TV・V LIVE・YouTube）
- TWICE REALITY "TIME TO TWICE" TDOONG High School Season 2（8月20日 - 9月24日、Naver TV・V LIVE・YouTube）
- TWICE Channel（8月21日 - 9月28日、ONCE JAPAN）
- TWICE TV "The Tonight Show Starring Jimmy Fallon" Behind the Scenes（10月3日、Naver TV・V LIVE・YouTube）
- TWICE TV "GMA3: What You Need to Know" Behind the Scenes（10月8日、Naver TV・V LIVE・YouTube）
- TWICE TV "The Feels" Behind the Scenes（10月11日 - 10月15日、Naver TV・V LIVE・YouTube）
- TWICE 6th Anniversary: H6ME PARTY with 6NCE（10月20日、Naver TV・V LIVE・YouTube）
- 2021 6th Anniversary Exam & TDOONG Quiz Show（10月22日、Naver TV・V LIVE・YouTube）
- TWICE 3RD FULL ALBUM COMEBACK LIVE: TWICE LOVE LAB（11月12日、Naver TV・V LIVE・YouTube）
- TWICE TV "MTV Fresh Out Live" Behind the Scenes（11月16日、Naver TV・V LIVE・YouTube）
- TWICE Channel SEASON2（11月21日 - 12月25日、ONCE JAPAN）
- TWICE TV "SCIENTIST" M/V Behind the Scenes（11月22日 - 12月1日、Naver TV・V LIVE・YouTube）
- TWICE REALITY "TIME TO TWICE" Crime Scene Season 2（12月3日 - 12月24日、Naver TV・V LIVE・YouTube）

2022年
- TWICE REALITY "TIME TO TWICE" TWICE New Year 2022（1月7日 - 2月4日、Naver TV・V LIVE・YouTube）
- TWICE REALITY "TIME TO TWICE" TDOONG Tour（2月18日 - 3月18日、Naver TV・V LIVE・YouTube）
- TWICE REALITY "TIME TO TWICE" Soulmate（4月8日 - 4月29日、Naver TV・V LIVE・YouTube）
- TWICE REALITY "TIME TO TWICE" Spring Picnic（5月13日 - 6月10日、Naver TV・V LIVE・YouTube）
- TWICE REALITY "TIME TO TWICE" Behind the Scenes（6月17日、Naver TV・V LIVE・YouTube）
- TWICE Channel SEASON3（6月28日 - 7月21日、ONCE JAPAN）
- TWICE 11TH MINI ALBUM [BETWEEN 1&2] COMEBACK LIVE : AGIT ON AIR（8月26日、YouTube）
- TWICE "Talk that Talk" M/V Behind the Scenes（9月13日 - 9月27日、Naver TV・V LIVE・YouTube）
- TWICE REALITY "TIME TO TWICE" TDOONG Cooking Battle（9月23日 - 10月14日、Naver TV・V LIVE・YouTube）
- TWICE "Talk that Talk" Comeback Week（10月4日 - 10月11日、Naver TV・V LIVE・YouTube）
- TWICE REALITY "TIME TO TWICE" Y2K TDOONG SHOW（11月11日 - 11月25日、Naver TV・V LIVE・YouTube）
- TWICE REALITY "TIME TO TWICE" Healing December（12月9日 - 12月30日、Naver TV・V LIVE・YouTube）
- TWICE TV "Peach Sisters' Banana Bread Making"（12月20日、Naver TV・V LIVE・YouTube）

2023年
- TWICE REALITY "TIME TO TWICE" TWICE New Year 2023（1月13日 - 2月10日、Naver TV・YouTube）
- TWICE "MOONLIGHT SUNRISE" M/V Behind the Scenes（2月8日 - 2月15日、Naver TV・YouTube）
- TWICE "SET ME FREE" M/V Behind the Scenes（4月4日 - 4月13日、Naver TV・YouTube）
- TWICE "READY TO BE POP-UP Experience" Behind the Scenes（4月19日、Naver TV・YouTube）
- TWICE "LA Promotion Days" Behind the Scenes（4月26日、Naver TV・YouTube）
- TWICE TV "The Kelly Clarkson Show" & "The Tonight Show Starring Jimmy Fallon" Behind the Scenes（4月28日、Naver TV・YouTube）
- TWICE TV @Empire State Building Behind the Scenes（5月4日、Naver TV・YouTube）
- TWICE REALITY "TIME TO TWICE" TDOONG High School Season 3（6月23日 - 7月14日、Naver TV・YouTube）
- TWICE TV "TWICE OFFICIAL FANCLUB ☆ ONCE 4TH GENERATION ☆" Behind the Scenes（7月20日、Naver TV・YouTube）
- TWICE TV "2023 TWICE FANMEETING ONCE AGAIN" Behind（11月10日、Naver TV・YouTube）
- TWICE REALITY "TIME TO TWICE" FAKE SQUID GAME（12月1日 - 、Naver TV・YouTube）

### バラエティ番組
※レギュラー出演のみ
- SIXTEEN（2015年5月5日 - 7月7日、Mnet）[139]
- 本物の男（2016年2月21日 - 4月10日、MBC）- ダヒョン[140]
- 週刊アイドル（2016年4月13日 - 、MBC every1）- ダヒョン（MC）[141]
- SBS人気歌謡（2016年7月3日 - 2017年1月22日、SBS）- ジョンヨン（MC）[142][143]
- Hit The Stage（2016年7月27日 - 8月17日、全10回、Mnet）- モモ[144]
- 鍋敷き（2017年6月6日 - 9月5日、3回出演、KBS2）[145]
- パッケージで世界一周～集まってこそ旅立てる（2017年10月17日 - 31日、JTBC）

### NHK紅白歌合戦出場歴
| 年度                                              | 放送回 | 回 | 曲目                                 | 備考                                                                         |
| ------------------------------------------------- | ------ | -- | ------------------------------------ | ---------------------------------------------------------------------------- |
| 2017年                                            | 第68回 | 初 | TT -Japanese ver.-                   | 紅白初出場                                                                   |
| 2018年                                            | 第69回 | 2  | 紅白メドレー2018                     | I WANT YOU BACK、BDZの2曲を披露                                              |
| 2019年                                            | 第70回 | 3  | Let's Dance Medley 2019              | TT -Japanese ver.- (2回目）、FANCY -Japanese ver.- の2曲を披露、紅組前半トリ |
| 2022年                                            | 第73回 | 4  | Celebrate                            | 3年ぶりの復活出場                                                            |
| 2023年                                            | 第74回 | 初 | Do not Touch MISAMO                  | MISAMO初登場                                                                 |
| 2024年                                            | 第75回 | 5  | 「TT〜Feel Special」スーパーメドレー | 2年ぶりの復活出場                                                            |
| 曲名の後の（○回目）は紅白で披露された回数を表す。 |        |    |                                      |                                                                              |

### ミュージックビデオ
| 年     | タイトル                | リンク      | アーティスト                                           | メンバー                               |
| ------ | ----------------------- | ----------- | ------------------------------------------------------ | -------------------------------------- |
| 2011年 | Please Don't Go         | [ 動画 1 ]  | San E                                                  | ナヨン                                 |
| 2014年 | NO LOVE (Korean Ver.)   | [ 動画 2 ]  | Jun. K                                                 | ナヨン                                 |
| 2014年 | NO LOVE (Japanese Ver.) |             | Jun. K                                                 | ナヨン                                 |
| 2014年 | Girls Girls Girls       | [ 動画 3 ]  | GOT7                                                   | ナヨン、ジョンヨン                     |
| 2014年 | A                       | [ 動画 4 ]  | GOT7                                                   | サナ                                   |
| 2014年 | Stop stop it            | [ 動画 5 ]  | GOT7                                                   | ダヒョン、モモ、ミナ、チェヨン、ツウィ |
| 2014年 | FEEL (Korean Ver.)      | [ 動画 6 ]  | JUNHO (From 2PM)                                       | モモ、サナ、ミナ                       |
| 2014年 | FEEL (Japanese Ver.)    |             | JUNHO (From 2PM)                                       | モモ、サナ、ミナ                       |
| 2015年 | R.O.S.E                 |             | WOOYOUNG (From 2PM)                                    | モモ、ミナ、ダヒョン                   |
| 2015年 | Only You                | [ 動画 7 ]  | miss A                                                 | 全員（サナ、ダヒョンを除く）           |
| 2016年 | Fire                    | [ 動画 8 ]  | J.Y. Park ft. Conan O'Brien & Steven Yeun & Jimin Park | 全員（ダヒョンを除く）                 |
| 2016年 | Sweet Dream             | [ 動画 9 ]  | ヒチョル × ミン・ギョンフン                            | モモ                                   |
| 2017年 | Winter 一人             | [ 動画 10 ] | TAECYEON (From 2PM)                                    | ミナ（声の出演）                       |
| 2017年 | Your Wedding            | [ 動画 11 ] | Jun. K                                                 | ナヨン                                 |
| 2017年 | Instant love            | [ 動画 12 ] | JUNHO (From 2PM)                                       | サナ                                   |

### ゲーム
- TWICE -GO! GO! Fightin'-（2018年12月19日 - 2020年12月31日、10ANTZ）[148]

### 広告

#### 韓国
| 年     | ブランド                                         | メンバー                                                       |
| ------ | ------------------------------------------------ | -------------------------------------------------------------- |
| 2011年 | SPRIS（スポーツブランド）                        | ナヨン （共演者：キム・スヒョン、ハム・ウンジョン）            |
| 2011年 | TN化粧品                                         | ナヨン、ジヒョ （共演者：ペ・スジ、キム・ソヒョン、BOYFRIEND） |
| 2011年 | Wii Just Dance 2                                 | ナヨン、ジョンヨン                                             |
| 2013年 | SMART（ファッションブランド）                    | ナヨン                                                         |
| 2015年 | SKOOLOOKS（ファッションブランド）                | 全員（共演者：パク・ジニョン）                                 |
| 2015年 | CJ CGV（シネマコンプレックス）                   | 全員                                                           |
| 2015年 | LG U+ LTE ME APP                                 | ナヨン、ジョンヨン、ツウィ                                     |
| 2015年 | エルソード                                       | 全員                                                           |
| 2015年 | 韓国国民銀行                                     | 全員                                                           |
| 2015年 | The Peanuts Movie（宣伝大使）                    | 全員                                                           |
| 2015年 | LG U+ 華為技術                                   | ツウィ                                                         |
| 2016年 | 韓国観光大使（I.Seoul.U）                        | 全員（共演者：ニックン）                                       |
| 2016年 | エルソード                                       | 全員                                                           |
| 2016年 | SKOOLOOKS                                        | 全員                                                           |
| 2016年 | 韓国国民銀行                                     | 全員                                                           |
| 2016年 | Sudden Attack                                    | 全員                                                           |
| 2016年 | Red Cettu                                        | 全員                                                           |
| 2016年 | TOMARU 化粧品                                    | 全員                                                           |
| 2016年 | NBA Style 2016 春夏服飾                          | 全員（共演者：GOT7）                                           |
| 2016年 | NBA Style 2016 秋冬服飾                          | 全員（共演者：GOT7）                                           |
| 2016年 | Gamaro                                           | 全員                                                           |
| 2016年 | LG U+ LTE ME APP                                 | ナヨン、ジョンヨン、ツウィ                                     |
| 2016年 | LG U+ 華為技術                                   | ツウィ                                                         |
| 2016年 | LG U+ rayBeam                                    | ツウィ                                                         |
| 2016年 | youtu.be Legion of Heroes                        | 全員                                                           |
| 2016年 | Dunkin'Donuts                                    | 全員                                                           |
| 2016年 | TWICE X CGV1318 Club CHEER UP活動                | 全員                                                           |
| 2016年 | GOLFZON                                          | 全員                                                           |
| 2016年 | STRIKEZON                                        | 全員                                                           |
| 2016年 | LOTTE DUTY FREE免税店（第2ロッテワールドタワー） | 全員                                                           |
| 2016年 | Nature Collection                                | 全員                                                           |
| 2016年 | SPRIS                                            | 全員                                                           |
| 2016年 | LOST TALE                                        | 全員                                                           |
| 2017年 | SKOOLOOKS                                        | 全員                                                           |
| 2017年 | Sudden Attack                                    | 全員                                                           |
| 2017年 | SPRIS                                            | 全員                                                           |
| 2017年 | LOTTE DUTY FREE免税店（第2ロッテワールドタワー） | 全員                                                           |
| 2017年 | Nature Collection（化粧品）                      | 全員                                                           |
| 2017年 | LOST TALE（スマートフォンアプリ）                | 全員                                                           |
| 2017年 | ポカリスエット                                   | 全員                                                           |
| 2017年 | MLB 2017 春夏服飾                                | 全員                                                           |
| 2017年 | 国民銀行ナショナル・クレジットカード             | 全員                                                           |
| 2017年 | 11番街（インターネット通販）                     | 全員                                                           |
| 2017年 | LG V30                                           | 全員                                                           |
| 2018年 | BEANPOLE sport                                   | 全員                                                           |
| 2018年 | ACUVUE                                           | 全員                                                           |
| 2019年 | ポカリスエット                                   | 全員                                                           |
| 2019年 | Estée Lauder                                     | 全員                                                           |
| 2021年 | A'pieu（化粧品ブランド）                         | サナ、ダヒョン                                                 |
| 2021年 | Nintendo Switch Miitopia 韓国版                  | 全員                                                           |
| 2022年 | LOTTE DUTY FREE免税店（第2ロッテワールドタワー） | 全員                                                           |

#### 日本
| 年     | ブランド               | メンバー |
| ------ | ---------------------- | -------- |
| 2018年 | ソフトバンク Y!mobile  | 全員     |
| 2018年 | ABCマート NIKE AIR MAX | 全員     |
| 2018年 | ACUVUE                 | 全員     |
| 2019年 | コカ・コーラ Qoo       | 全員     |
| 2019年 | AUBE                   | 全員     |
| 2022年 | LUX                    | 全員     |
| 2022年 | Google検索             | サナ     |
| 2022年 | Visée                  | ツウィ   |
| 2023年 | Googleレンズ           | MISAMO   |

## 公演

### TWICE

#### オンラインコンサート
| 開催日       | タイトル                                                         |
| ------------ | ---------------------------------------------------------------- |
| 2020年8月9日 | Beyond LIVE - TWICE : World in A Day                             |
| 2021年3月6日 | NTTdocomo新体感ライブCONNECT Special Live『TWICE in Wonderland』 |

#### ファンミーティング
| 開催日               | タイトル                                | 会場                                  |
| -------------------- | --------------------------------------- | ------------------------------------- |
| 2017年10月14日・15日 | ONCE BEGINS                             | 【ソウル】慶熙大学校 平和の殿堂       |
| 2018年10月28日       | ONCE HALLOWEEN                          | 【ソウル】延世大学校 野外劇場         |
| 2019年10月20日       | ONCE HALLOWEEN 2                        | 【ソウル】高麗大学校 ファジョン体育館 |
| 2022年10月1日・2日   | TWICE JAPAN FAN MEETING 2022 "ONCE DAY" | 【東京都】国立代々木競技場第一体育館  |
| 2022年10月8日 - 10日 | TWICE JAPAN FAN MEETING 2022 "ONCE DAY" | 【大阪府】大阪城ホール                |
| 2022年11月5日        | ONCE HALLOWEEN 3                        | 【ソウル】KBSアリーナ【中止】         |
| 2023年10月21日       | ONCE AGAIN                              | 【ソウル】オリンピックホール          |
| 2024年10月20日       | 2024 TWICE FANMEETING HOME 9ROUND       | 【ソウル】オリンピックホール          |

#### ショーケース
| 開催日         | ショーケース                                                              | 会場                                    |
| -------------- | ------------------------------------------------------------------------- | --------------------------------------- |
| 2015年10月20日 | 1stミニアルバム『THE STORY BEGINS』デビューショーケース「OOH-AHH、TWICE」 | 【ソウル】YES24 LIVE HALL               |
| 2016年4月25日  | 2ndミニアルバム『PAGE TWO』ショーケース                                   | 【ソウル】YES24 LIVE HALL               |
| 2016年10月24日 | 3rdミニアルバム『TWICEcoaster : LANE 1』ショーケース                      | 【ソウル】BLUE SQUARE Samsung Card Hall |
| 2017年5月15日  | 4thミニアルバム『SIGNAL』ショーケース                                     | 【ソウル】BLUE SQUARE Samsung Card Hall |
| 2017年7月2日   | 日本デビューショーケース「TWICE DEBUT SHOWCASE "Touchdown in JAPAN"」     | 【東京都】東京体育館                    |
| 2017年10月30日 | 1stフルアルバム『twicetagram』ショーケース                                | 【ソウル】YES24 LIVE HALL               |
| 2018年4月9日   | 5thミニアルバム『What is Love?』ショーケース                              | 【ソウル】YES24 LIVE HALL               |
| 2018年11月5日  | 6thミニアルバム『YES or YES』ショーケース                                 | 【ソウル】KBS Arena                     |
| 2019年4月22日  | 7thミニアルバム『FANCY YOU』ショーケース                                  | 【ソウル】YES24 LIVE HALL               |
| 2019年9月23日  | 8thミニアルバム『Feel Special』ショーケース                               | 【ソウル】YES24 LIVE HALL               |

#### JYP NATION
| 開催日             | タイトル                               | 会場                       |
| ------------------ | -------------------------------------- | -------------------------- |
| 2016年8月6日・7日  | JYP NATION 2016 "MIX & MATCH"          | 【ソウル】蚕室室内体育館   |
| 2016年9月2日 - 4日 | JYP NATION 2016 "MIX & MATCH" IN JAPAN | 【東京都】国立代々木競技場 |

#### その他コンサート
2015年
- 2015 K-Pop済州フェスティバル（10月25日、済州ワールドカップ競技場）
- 2015 アジアドリームコンサート（10月31日、高尺スカイドーム）
- 2015 K.Will「Ke Dae Bak」（12月24日、慶熙大学校）
- 2015 SBS歌謡大祭典（12月27日、ソウル三成洞COEX）

2016年
- KCON 2016 JAPAN（4月10日、幕張メッセ）
- SGC SUPER LIVE 2016（5月5日、ソウル貿易展示コンベンションセンター）
- 2016 AKARAKA（延世大学校学校祭）（5月21日、延世大学校）
- 水原 K-Pop スーパーコンサート（6月17日、水原ワールドカップ競技場）
- KCON 2016 LA（7月31日、ステイプルズ・センター）
- KBS Open Concert（8月20日、江陵原州大学校）
- 平昌 K-Popフェスティバル（9月8日、高尺スカイドーム）
- ワールドフレンズ・ミュージック・フェスティバル（9月11日、華城総合運動場）
- 仁川 K-Popコンサート（9月24日、仁川文鶴競技場）
- 2016 K-Popワールドフェスティバル（9月30日、昌原総合運動場）
- 2016 DMCフェスティバル「祭りの序幕」（10月1日、MBC上岩文化広場）
- 2016 アジアドリームコンサート（10月2日、アニャン川沿い特設会場）
- 2016 DMCフェスティバル「Korean Music Wave」（10月8日、MBC上岩文化広場）
- KBS Open Concert（10月9日、ソウル特別市瑞草区）
- 釜山アジア・ソング・フェスティバル（10月9日、釜山アジアド主競技場）
- LOTTE DUTY FREE FAMILY FESTIVAL 2016（10月22日、ソウルオリンピック主競技場）
- 2016 釜山ワンアジアフェスティバル（10月23日、釜山アジアド主競技場）
- M COUNTDOWN IN JEJU（10月27日、済州ワールドカップ競技場）
- I・SEOUL・U POWER20 K-POPコンサート（11月1日、蚕室室内体育館）
- KBS Open Concert（11月11日、済州島）
- 2016 スーパーソウルドリームコンサート（11月27日、高尺スカイドーム）
- 2016 SBS歌謡大祭典（12月26日、ソウル三成洞COEX）
- 2016 KBS歌謡祭（12月29日、ソウル汝矣島KBSホール）
- 2016 MBC歌謡大祭典（12月31日、ソウルMBCドリームセンター）

2017年
- MBC 2017 New Life for Children（5月5日）
- LOTTE DUTY FREE FAMILY FESTIVAL 2017（5月20日、ソウルオリンピック主競技場）
- 2017 高麗大学校 学校祭（5月26日、高麗大学校）
- 2017 ソン・シギョン「祝歌」（5月28日、延世大学校）
- 2017 ドリームコンサート（6月3日、ソウルワールドカップ競技場）
- KBS Open Concert（6月9日、全州VISION大学校）
- KCON 2017 NY（6月25日、プルデンシャル・センター）
- KB国民銀行リブ＆ロックスターコンサート（7月8日、漢陽大学校 オリンピック体育館）
- LOTTE DUTY FREE 26th FAMILY FESTIVAL（9月15日、ソウルオリンピック主競技場）
- 2017 K-Popワールドフェスティバル（9月29日、昌原総合運動場）
- FANDOM SCHOOL 2017 KOREA MUSIC FESTIVAL（10月1日、高尺スカイドーム）
- 2018 平昌オリンピックG-100記念コンサート（11月1日、光化門広場）
- 2017 Mnet Asian Music Awards in JAPAN（11月29日、横浜アリーナ）

2018年
- KCON in JAPAN（4月15日、幕張メッセ）
- 東京ガールズコレクション（9月1日、さいたまスーパーアリーナ）
- YouTube FanFest Music（12月11日、幕張メッセ）
- MAMA FAN'S CHOICE in JAPAN（12月12日、さいたまスーパーアリーナ）
- 2018 SBS歌謡大祭典（12月25日、高尺スカイドーム）
- 2018 KBS歌謡祭（12月28日、汝矣島KBSホール）
- 2018 MBC歌謡大祭典（12月31日、一山MBCドリームセンター公開ホール・上岩MBC公開ホール）

2019年
- Rakuten GirlsAward 2019 SPRING/SUMMER（5月18日、幕張メッセ）
- KCON 2019 JAPAN（5月19日、幕張メッセ 国際展示場ホール）
- MBN Hero Concert（9月27日、蚕室アリーナ）
- SBS Super Concert（10月6日、仁川アシアド主競技場）

## 受賞歴
2015年
- 2015 Mnet Asian Music Awards「女性新人賞」受賞[149]
- Simply K-pop Awards「最優秀女性アイドルグループ賞」受賞
- 第7回フィリピンK-POP大会「女性新人賞」受賞

2016年
- 第30回ゴールデンディスク賞「アルバム部門新人賞」受賞[150]
- 第10回ケーブルテレビ放送大賞「ケーブルテレビの音楽プロデューサーが選んだ最高歌手賞」受賞
- 韓国年間ブランド大賞「特別賞」受賞
- Naver V-app Awards「新人賞」受賞
- SBS Pop Asia Awards「ベストグループ」受賞
- 2016 Asia Artist Awards「歌手部門ベストアーティスト賞」受賞[151]
- 2016 Melon Music Awards「TOP10歌手賞」受賞[15]
- 2016 Melon Music Awards「ベストソング賞」受賞（「CHEER UP」）[15]
- 2016 Mnet Asian Music Awards「最優秀女性グループ賞」受賞[16]
- 2016 Mnet Asian Music Awards「今年の歌賞」受賞（「CHEER UP」）[16]
- 第8回フィリピンKPOP大会「ベスト女性グループ賞」受賞
- 第8回フィリピンKPOP大会「年間歌曲賞」受賞（「CHEER UP」）
- 2016 SBS芸能大賞「女性新人賞」受賞（ジョンヨン）

2017年
- 第31回ゴールデンディスク賞「デジタル音源部門大賞」受賞（「CHEER UP」）[152]
- 第31回ゴールデンディスク賞「デジタル音源部門本賞」受賞[152]
- 第26回ソウル歌謡大賞「本賞」受賞[153]
- 第26回ソウル歌謡大賞「ダンスパフォーマンス賞」受賞[153]
- 第26回ソウル歌謡大賞「デジタル音源賞」受賞[153]
- 第6回ガオンチャートミュージックアワード「今年の歌手賞（音源部門）4月」受賞（「CHEER UP」）[154]
- 第6回ガオンチャートミュージックアワード「今年の歌手賞（音源部門）10月」受賞（「TT」）[154]
- 第12回Annual Soompi Awards「最優秀女性グループ賞」受賞
- 第11回ケーブルテレビ放送大賞「今年の歌手賞」受賞[155]
- 第29回韓国プロデューサー大賞「歌手賞」受賞
- 第1回Soribada Best K-Music Award「本賞」受賞[156]
- 第1回Soribada Best K-Music Award「音源大賞」受賞[156]
- 2017 韓国大衆文化芸術賞 文化体育観光部長官表彰[157]
- 2017 Mnet Asian Music Awards「今年の歌賞」受賞（「SIGNAL」）[36]
- 2017 Mnet Asian Music Awards「ベストダンスパフォーマンス女性グループ賞」受賞[36]
- 2017 Melon Music Awards「ベストダンス女性賞」受賞（「KNOCK KNOCK」）[158]
- 2017 Melon Music Awards「TOP10歌手賞」受賞[158]

2018年
- 第32回ゴールデンディスク賞「アルバム部門本賞」受賞[159]
- 第32回ゴールデンディスク賞「デジタル音源部門本賞」受賞[160]
- 第32回ゴールデンディスク賞「CeCiアジア アイコン賞」受賞[161]
- 第27回ソウル歌謡大賞「本賞」受賞
- 第7回ガオンチャートミュージックアワード「今年の歌手賞（音源部門）2月」受賞（「KNOCK KNOCK」）
- 第7回ガオンチャートミュージックアワード「今年の歌手賞（音源部門）12月」受賞（「Heart Shaker」）
- 第32回日本ゴールドディスク大賞「ニュー・アーティスト・オブ・ザ・イヤー（アジア）」受賞
- 第32回日本ゴールドディスク大賞「ベスト3ニュー・アーティスト（アジア）」受賞
- 第32回日本ゴールドディスク大賞「アルバム・オブ・ザ・イヤー（アジア）」受賞（『#TWICE』）
- 第32回日本ゴールドディスク大賞「ベスト3アルバム（アジア）」受賞（『#TWICE』）
- 第32回日本ゴールドディスク大賞「ソング・オブ・ザ・イヤー・バイ・ダウンロード（アジア）」受賞（「TT -Japanese ver.-」）[87]
- 第2回Soribada Best K-Music Award「本賞」受賞
- 第2回Soribada Best K-Music Award「音源大賞」受賞
- 2018 MBC PLUS × genie music AWARDS「女性グループ賞」[162]
- 2018 MBC PLUS × genie music AWARDS「ベストセーリングアーティスト賞」受賞[162]
- 2018 MBC PLUS × genie music AWARDS「グローバル人気賞」受賞[162]
- 第60回日本レコード大賞「優秀作品賞」受賞（「Wake Me Up」）[90]
- 2018 Asia Artist Awards「ベストアーティスト賞」受賞
- 2018 Asia Artist Awards「ファビュラス賞」受賞
- 2018 Melon Music Awards「TOP10歌手賞」受賞
- 2018 Mnet Asian Music Awards「今年の歌賞」受賞（「What is Love?」）
- 2018 Mnet Asian Music Awards「女性グループ賞」受賞
- 2018 Mnet Asian Music Awards「ベストダンスパフォーマンス女性グループ賞」受賞（「What is Love?」）
- 2018 Mnet Asian Music Awards「フェバリットダンス女性アーティスト賞」受賞
- 2018 Mnet Asian Music Awards「ワールド・ワイド・ファン・チョイス・トップ10」受賞
- 2018 KPMA「本賞」受賞
- 2018 KPMA「音源賞」受賞（「Heart Shaker」）

2019年
- 第33回ゴールデンディスク賞「アルバム部門本賞」受賞
- 第33回ゴールデンディスク賞「デジタル音源部門本賞」受賞
- 第28回ソウル歌謡大賞「本賞」受賞[163]
- 第8回ガオンチャートミュージックアワード「今年の歌手賞（音源部門）4月」受賞（「What is Love?」）
- 第8回ガオンチャートミュージックアワード「今年の歌手賞（音源部門）7月」受賞（「Dance The Night Away」）
- 第1回THE FACT MUSIC AWARDS「今年のアーティスト賞」受賞
- 第1回THE FACT MUSIC AWARDS「ワールドワイドアイコン賞」受賞
- 2019 M2 X GENIE MUSIC AWARDS「The Best Selling Artist」受賞
- 2019 M2 X GENIE MUSIC AWARDS「The Female Group」受賞
- 第3回Soribada Best K-Music Award「本賞」受賞
- 第3回Soribada Best K-Music Award「今年のミュージック賞」受賞
- 第3回Soribada Best K-Music Award「女性人気賞」受賞
- 第4回Asia Artist Awards in Vietnam「大賞」受賞[45]
- 2019 Mnet Asian Music Awards「女性グループ賞」受賞
- 2019 Mnet Asian Music Awards「女性グループベストダンスパフォーマンス賞」受賞（「FANCY」）
- 2019 Mnet Asian Music Awards「ワールド・ワイド・ファン・チョイス・トップ10」受賞
- 2019 Mnet Asian Music Awards「Qoo10フェバリット・アーティスト」受賞[164]
- ニューシス2019韓流エキスポ「韓流文化大賞（文化体育観光部長官賞）」受賞

2020年
- 第34回ゴールデンディスク賞「アルバム部門本賞」受賞受賞
- 第34回ゴールデンディスク賞「デジタル音源部門本賞」
- 第34回ゴールデンディスク賞「コスモポリタンアーティスト賞」受賞
- 第29回ソウル歌謡大賞「本賞」受賞
- 第34回日本ゴールドディスク大賞「アルバム・オブ・ザ・イヤー（アジア）」受賞（『#TWICE2』）
- 第34回日本ゴールドディスク大賞「ベスト3アルバム（アジア）」受賞（『&TWICE』『#TWICE2』）
- 第4回Soribada Best K-Music Award「本賞」受賞
- 第4回Soribada Best K-Music Award「今年のアーティスト賞」受賞
- 第4回Soribada Best K-Music Award「新韓流最愛ドル人気賞」受賞
- 2020 Mnet Asian Music Awards「モストポピュラーアーティスト賞」受賞
- 2020 Mnet Asian Music Awards「ワールド・ワイド・ファン・チョイス・トップ10」受賞
- 第2回THE FACT MUSIC AWARDS「今年のアーティスト賞」受賞
- 2020 Asia Artist Awards「今年の歌手賞」受賞[52]
- 2020 Asia Artist Awards「人気賞」受賞[52]

2021年
- 第35回ゴールデンディスク賞「デジタルアルバム部門本賞」受賞
- 第30回ソウル歌謡大賞「本賞」受賞
- 2020 APAN MUSIC AWARDS「APAN TOP 10」受賞
- 2020 APAN MUSIC AWARDS「Represent Record of the Year」受賞

2023年
- Billboard Women in Music Awards「Breakthrough Award」受賞
- LINE NEWS AWARDS 2023「アイドル部門」受賞[165]

### 音楽番組首位
| 年     | 受賞歴 |
| ------ | --- |
| 2016年 | - CHEER UP（11冠） - 5月5日 - 26日：Mnet『M COUNTDOWN』（3週連続） - 5月6日 - 6月10日：KBS『ミュージックバンク』（5週連続） - 5月8日 - 29日：SBS『人気歌謡』（3週連続） - TT（13冠） - 11月1日：SBS MTV『THE SHOW』 - 11月2日：MBC『SHOW CHAMPION』 - 11月3日 - 10日：Mnet 『M COUNTDOWN』（2週連続） - 11月4日 - 12月2日：KBS『ミュージックバンク』（5週連続） - 11月6日 - 20日：SBS『人気歌謡』（3週連続） |
| 2017年 | - TT - 1月6日：KBS『ミュージックバンク』 - KNOCK KNOCK（9冠） - 3月2日・16日：Mnet『M COUNTDOWN』 - 3月3日・17日：KBS『ミュージックバンク』 - 3月5日 - 19日：SBS『人気歌謡』（3週連続） - 3月7日：SBS MTV『THE SHOW』 - 3月8日：MBC『SHOW CHAMPION』 - SIGNAL（12冠） - 5月24日 - 31日：MBC『SHOW CHAMPION』（2週連続） - 5月25日 - 6月1日：Mnet『M COUNTDOWN』（2週連続） - 5月26日・6月9日 - 16日：KBS『ミュージックバンク』（2週連続） - 5月27日 - 6月3日：MBC『ショー! 音楽中心』（2週連続） - 5月28日 - 6月11日：SBS『人気歌謡』（3週連続） - LIKEY（7冠） - 11月8日 MBC『SHOW CHAMPION』 - 11月9日 - 16日：Mnet『M COUNTDOWN』（2週連続） - 11月10日：KBS『ミュージックバンク』 - 11月12日 - 26日：SBS『人気歌謡』（3週連続） - Heart Shaker（9冠） - 12月21日 - 28日：Mnet『M COUNTDOWN』（2週連続） - 12月22日 - 29日：KBS『ミュージックバンク』（2週連続） - 12月23日：MBC『ショー! 音楽中心』 - 12月24日 - 31日：SBS『人気歌謡』 |
| 2018年 | - Heart Shaker - 1月8日：SBS『人気歌謡』（3週連続） - 1月13日：MBC『ショー! 音楽中心』 - What is Love?（12冠） - 4月18日 - 5月2日：MBC『SHOW CHAMPION』（3週連続） - 4月19日 - 26日：Mnet『M COUNTDOWN』（2週連続） - 4月20日 - 27日：KBS『ミュージックバンク』（2週連続） - 4月21日 - 28日：MBC『ショー! 音楽中心』（2週連続） - 4月22日 - 5月6日：SBS『人気歌謡』（3週連続） - Dance The Night Away（10冠） - 7月18日：MBC『SHOW CHAMPION』 - 7月19日：Mnet『M COUNTDOWN』 - 7月20日・8月3日：KBS『ミュージックバンク』 - 7月21日・8月4日 - 11日：MBC『ショー! 音楽中心』（2週連続） - 7月22日 - 8月5日：SBS『人気歌謡』（3週連続） - YES or YES（4冠） - 11月14日 - 21日：MBC『SHOW CHAMPION』（2週連続） - 11月15日：Mnet『M COUNTDOWN』 - 11月18日：SBS『人気歌謡』 |
| 2019年 | - FANCY（3冠） - 5月1日：MBC『SHOW CHAMPION』 - 5月2日：Mnet『M COUNTDOWN』 - 5月5日：SBS『人気歌謡』 - Feel Special（7冠） - 10月2日 - 9日：MBC『SHOW CHAMPION』（2週連続） - 10月3日 - 10日：Mnet『M COUNTDOWN』（2週連続） - 10月4日：KBS『ミュージックバンク』 - 10月6日 - 13日：SBS『人気歌謡』（2週連続） |
| 2020年 | - MORE & MORE（9冠） - 6月10日 - 17日：MBC『SHOW CHAMPION』（2週連続） - 6月11日：Mnet『M COUNTDOWN』 - 6月12日 - 19日：KBS『ミュージックバンク』（2週連続） - 6月13日 - 20日：MBC『ショー! 音楽中心』（2週連続） - 6月14日 - 21日：SBS『人気歌謡』（2週連続） - I CAN'T STOP ME（7冠） - 11月4日：MBC『SHOW CHAMPION』 - 11月5日 - 12日：Mnet『M COUNTDOWN』（2週連続） - 11月6日：KBS『ミュージックバンク』 - 11月8日 - 15日：SBS『人気歌謡』（2週連続） |
| 2021年 | - I CAN'T STOP ME - 1月3日：SBS『人気歌謡』 - Alcohol-Free（4冠） - 6月17日 - 24日：Mnet『M COUNTDOWN』（2週連続） - 6月20日 - 27日：SBS『人気歌謡』（2週連続） - SCIENTIST（2冠） - 11月19日：KBS『ミュージックバンク』 - 11月28日：SBS『人気歌謡』 |
| 2023年 | - SET ME FREE（2冠） - 3月17日：KBS『ミュージックバンク』 - 3月22日：MBC『SHOW CHAMPION』 |
| 2024年 | ・Strategy（1冠） 。12月13日：KBS『ミュージックバンク』 |
| 2025年 | - THIS IS FOR（1冠） - 8月7日：Mnet『M COUNTDOWN』 合計：123冠 |